# Victor Tahon
Pour les articles homonymes, voir Tahon.
Victor Tahon (Saint-Josse-ten-Node, Bruxelles, 1845 - Etterbeek, 1937), ingénieur de formation, est un historiographe, archéologue et écrivain belge de langue française.
Il entretenait une correspondance avec Victor Cherbuliez, membre de l'académie française.
Il était membre correspondant de la Société archéologique de Nivelles en 1894.
Il a même été président de la Société royale d'archéologie de Bruxelles.
Il a habité à Couillet en 1883.

## Biographie
Bien que Victor Tahon n’ait jamais habité Auderghem, il n’en demeura pas moins un hôte apprécié par la haute bourgeoisie locale. C’est du moins ce que l’on peut déduire de la lecture des titres de quelques-unes de ses œuvres.
Le 8 septembre 1917, une fête de bienfaisance fut organisée, présidée par Rodrigo de Saavedra y Vinent,  marquis de Villalobar, ambassadeur d’Espagne, au profit des orphelins de guerre belges et français. À cette occasion le Valduchesse fut gracieusement mis à disposition par le châtelain Charles Dietrich. Les grandes familles nobles de l’époque, le cardinal Mercier, les bourgmestres de Bruxelles et des environs, les principaux représentants du monde des Lettres, des Arts, des Sciences, de l’Industrie et des représentants du peuple français étaient présents. On y prononça plusieurs discours et Victor Tahon y alla d’une tirade remarquable au nom du cercle des Amis de Valduchesse.
En 1926, Auderghem a baptisé une avenue à son nom en souvenir de ses fameux discours sur la commune.